# Hyménolaime bleu
Hymenolaimus malacorhynchos
Genre
Espèce
Statut de conservation UICN

 EN C2a(i) : En danger
Le Hyménolaime bleu (Hymenolaimus malacorhynchos), aussi dit Canard bleu, est une espèce d'étranges oiseaux de la famille des Anatidae. C'est la seule espèce du genre Hymenolaimus. Sa position taxinomique est controversée ; il était autrefois placé avec les canards de surface il est désormais considéré comme un tadorne aberrant.
Il figure sur les billets de 10 dollars néo-zélandais.

## Description
Mesurant environ 55 cm, son plumage est uniformément gris ardoise. Le bec et les pattes sont clairs, le canard bleu possède en outre un lobe cutané sous le bec visible seulement de très près. Trait inhabituel chez les canards, cette espèce a les yeux placés vers l'avant, lui offrant une bonne vision binoculaire.

## Habitat
Le canard bleu se rencontre uniquement en Nouvelle-Zélande où il est inféodé aux torrents de montagne avec des rives boisées.

## Biologie
C'est une espèce aquatique très agile dans l'eau où elle se nourrit d'insectes et de leurs larves. Le canard bleu vit en couples qui sont fidèles pour la vie.
La reproduction a lieu d'août à octobre; le nid est placé dans un buisson près de l'eau.

## Sous-espèces
Selon la classification de référence du Congrès ornithologique international (version 15.1, 2025) :
- Hymenolaimus malacorhynchos hymenolaimus Mathews, 1937 — île du Nord ;
- Hymenolaimus malacorhynchos malacorhynchos (Gmelin, JF, 1789) — île du Sud.

## Populations
La population compte seulement 2 500 individus, l'espèce est menacée par la construction d'usines hydroélectriques et l'introduction des truites qui se nourrissent des mêmes proies.